# Club Deportivo Lara
L'Asociación Civil Deportivo Lara, nota anche come ACD Lara, è una società calcistica di Cabudare, Venezuela.
1ª divisa: maglietta rossa e nera, pantaloncini neri e calzettoni neri.

2ª divisa: maglietta, pantaloncini e calzettoni bianchi

## Palmarès

### Competizioni nazionali
- Campionato venezuelano: 2

2011-2012, 2018
- Segunda División: 1

1993-1994

### Altri piazzamenti
- Campionato venezuelano:

Secondo posto: 2017
- Copa Venezuela:

Finalista: 2015
- Segunda División:

Secondo posto: 2006-2007

## Competizioni CONMEBOL
- Coppa Sudamericana

2010: Primo turno

## Organico

### Rosa 2019
| N. |                      | Ruolo | Calciatore        |
| -- | -------------------- | ----- | ----------------- |
| 1  | Venezuela (bandiera) | P     | Carlos Salazar    |
| 3  | Venezuela (bandiera) | D     | Ignacio Anzola    |
| 4  | Venezuela (bandiera) | D     | Victor Sifontes   |
| 5  | Venezuela (bandiera) | D     | Ramon Dudamel     |
| 7  | Venezuela (bandiera) | C     | Cesar Gonzalez    |
| 9  | Panama (bandiera)    | A     | Valentín Pimentel |
| 10 | Venezuela (bandiera) | C     | Freddy Vargas     |
| 11 | Panama (bandiera)    | A     | Angel Sanchez     |
| 12 | Venezuela (bandiera) | P     | Jesús Padron      |
| 16 | Venezuela (bandiera) | A     | Manuel Godoy      |
| 17 | Venezuela (bandiera) | C     | Cesar Martinez    |
| 20 | Venezuela (bandiera) | C     | Juan Castellanos  |

| N. |                      | Ruolo | Calciatore       |
| -- | -------------------- | ----- | ---------------- |
| 24 | Venezuela (bandiera) | C     | José Romero      |
| 25 | Venezuela (bandiera) | P     | Luis Curiel      |
| 26 | Venezuela (bandiera) | D     | Telasco Segovia  |
| 27 | Venezuela (bandiera) | D     | Daniel Carrillo  |
| 28 | Venezuela (bandiera) | C     | Javier Garcia    |
| 29 | Venezuela (bandiera) | D     | Jefre Vargas     |
| 30 | Venezuela (bandiera) | C     | Luis Urbina      |
| 31 | Venezuela (bandiera) | C     | Eduard Torin     |
| –  | Venezuela (bandiera) | D     | Moisés Gonzalez  |
| –  | Venezuela (bandiera) | D     | Yeferson Perdomo |
| –  | Venezuela (bandiera) | C     | Yonber Camacaro  |
| –  | Venezuela (bandiera) | C     | Jesús Bueno      |